# Built for Speed
Built for Speed è un album in studio del gruppo di musica rockabilly statunitense Stray Cats, pubblicato nel 1982.

## Il disco
Il disco è composto da dodici brani. Undici di essi sono tratti dai primi due dischi del gruppo (sei da Stray Cats e cinque da Gonna Ball), ai quali si aggiunge la "title track" Built for Speed.

## Tracce
Tutti i brani sono di Brian Setzer, eccetto dove indicato.
Side 1
1. Rock This Town – 3:24
2. Built for Speed – 2:53
3. Rev It Up & Go – 2:27
4. Stray Cat Strut – 3:15
5. Little Miss Prissy – 2:59
6. Rumble in Brighton (Setzer, Slim Jim Phantom) – 3:11

Side 2
1. Runaway Boys (Setzer, Phantom) – 2:58
2. Lonely Summer Nights – 3:16
3. Double Talkin' Baby (Danny Wolfe) – 3:02
4. You Don't Believe Me (Setzer, Phantom, Lee Rocker) – 2:54
5. Jeanie, Jeanie, Jeanie (George Motola, Ricky Page) – 2:18
6. Baby Blue Eyes (Paul Burlison, Johnny Burnette) – 2:47

## Formazione
- Brian Setzer – chitarra, lap steel guitar, voce
- Slim Jim Phantom – batteria, voce
- Lee Rocker – basso, voce